# Calydna (borboleta)
Calydna é um género de borboletas da família Riodinidae. Elas são residentes do Neotrópico.
Espécies de Calydna alimentam-se enquanto larvas de Olacaceae, Euphorbiaceae, Schoepfia, Ximenia e Conceveiba.

## Lista de espécies
- Calydna cabira Hewitson, de 1854, Guiana Francesa, Brasil
- Calydna caieta Hewitson, de 1854, Guiana Francesa, Brasil
- Calydna calamisa Hewitson, 1854 Brasil
- Calydna candace Hewitson, 1859 Brasil
- Calydna carneia Hewitson, 1859 Brasil
- Calydna catana Hewitson, 1859 Venezuela, Brasil
- Calydna cea Hewitson, 1859 Brasil, Peru
- Calydna charila Hewitson, 1854 Brasil, Peru
- Calydna fissilisima Hall, 2002 Brasil
- Calydna hiria (Godart, [1824]) Brasil, Peru
- Calydna jeannea Hall, 2002 Peru
- Calydna lusca (Geyer, [1835]) México, Peru
- Calydna micra Bates, 1868 Brasil
- Calydna nicolayi Hall, 2002 Peru
- Calydna stolata Brévignon, 1998 Guiana Francesa
- Calydna thersander (Stoll, [1780]) Guiana Francesa, Guiana, Suriname, Brasil
- Calydna sturnula (Geyer, 1837) México, Brasil
- Calydna venusta Godman & Salvin, [1886] México, Panamá, Colômbia, Venezuela, Trinidad e Tobago, Guiana Francesa, Guiana, Suriname, Brasil